# حصار الحديدة (1871)
حصار الحديدة (1871) جرا هذا الحصار ووقعت المعركة في الحديدة أثناء حملة الأمير محمد بن عائض للإحتلال والاستيلاء على تهامة اليمن حين استنجدوا اهاليها واعيانها لأمير عسير من الدولة العثمانية.

## الاحداث
طلع عام 1288هـ والأمير محمد بن عائض في أوج عزه والأمن متناسق في بلاده، قد أخذت هيبته بقلوب أهل ولايته فهم لطاعته منقادون. وكانت الحديدة وما جاورها من تهامة اليمن تحت نفوذ الدولة العثمانية بما فيها المخلاف السليماني. وقد ضاق أهلها ذرعا من جور حكم الأتراك وساءت حالة الأمن في البلاد، وانتشر بها الفساد، فهبت بعض أعيانها إلى أمير عسير محمد بن عائض مستصرخين به طالبين منه التدخل في إنقاذ بلادهم من الأتراك، وإزالة ما فيها من المنكرات فاستجاب للداعي ، ورأى في ذلك وسيلة عملية لتحقيق مراميه التوسعية التي كانت تهدف إلى ضم تهامة اليمن إلى إمارته. وفي شهر شعبان من العام نفسه زحف من عسير على رأس جيش كثيف كان يقوده بنفسه، فاكتسح المخلاف السليماني بما فيه مدينة أبي عريش، ففرت الحامية التركية المرابطة بالمخلاف السليماني من وجهه، ثم والى زحفه صوب الحديدة مجتازا الجهات الواقعة خلف أبي عريش من الجنوب، فسقطت في يده الواحدة تلو الأخرى إلا أنه كان ما لم يكن بالحسبان فقد وضع جنوده أيديهم في أموال الأهلين وأعراضهم، وارتكبوا من المنكرات وهتك الأستار ما تقشعر منه الجلود فكان مثلهم كالمثل القائل : 
وفي الثالث عشر من شهر رمضان عام 1288هـ وافت طلائعه مشارف مدينة الحديدة وطوقتها من كل الجهات، واشتبكت مع حاميتها التركية في قتال عنيف سقط أثناءه عدد غير قليل من الجانبين وانتهى الحصار بانهزام جيوش الأمير محمد بن عائض، وتراجعهم إلى حيث أتوا ، ولكن ما كادت تلك القوات تمر بالمدينة المعروفة بالزيدية في سبيل هزيمتها وما جاورها من تلك الجهات حتى انقضوا على الأهلين بها، فجردوهم من كل شيء، وهتكوا الأستار، وارتكبوا الجرائم، ونهبوا الأموال، وتركوهم عراة حفاة، وأوقعوا بهم من الأعمال الاجرامية.

## جرائم أمير عسير وجيوشه
لم يكن يتوقع اليمنيون ولا أهل المخلاف السليماني ما جرا من أفعال وحشيه وإجرامية في حق الناس من هتك الاستار وارتكاب أبشع الجرائم ونهب الأموال والتعدي على أعراض الناس ووصف المؤلف اسماعيل الوشلي المعاصر للحدث هذه الحادثة «بأعظم وافضع واقعة حدثت باليمن» لما جرا فيها من أعمال غير إنسانية وحين لم يستطع أمير عسير محمد بن عائض الاستيلاء بجنوده على الحديدة خرج منها ودخل مدينة الزيدية في السابع عشر من شهر رمضان ونهب المدينة نهباً ذريعاً كما يصف الوشلي وأخذ مافيها وهتك الحرم ولم يبقى بها أحد غير المساكن خاليه من سكانها وفي تلك الليله دخل الخوف قلوب اهل البلد في ليلة بارده في كانون ، فخافوا من الرجعه عليهم ، وقد سمعوا بذلك اكاذيب ، أن عسير حين أمسوا ببلاد صليل علموا بقتلى منهم فعزموا على الصباح ، فسرى اهل البلد فارين على اقدامهم عراه جائعين ظماه الى الضحى والمعروفيه ونواحيها ، وبعد ثلاثه ايام رجعوا والبلاد خاليه من مصحف يقراء فيه ، وكان ما كان.